# アレクサンドル・ザイツェフ (天文学者)

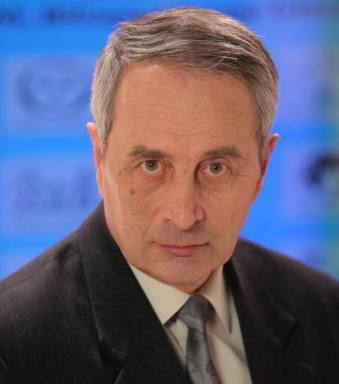
アレクサンドル・ザイツェフ（2009年）

アレクサンドル・レオニドヴィッチ・ザイツェフ (Александр Леонидович Зайцев, 1945年5月1日 - 2021年11月29日) は、ソ連・ロシアの電波天文学者・無線技師。モスクワ郊外、モスクワ州フリャジノ (Фрязино) 出身。
地球近傍天体探索や地球外知性探査のための電波受信装置を研究した。
ロシア科学アカデミー電波工学・電子工学長。